# Vladimír Remek
Vladimír Remek (České Budějovice, 26 de setembre de 1948) és un astronauta, militar i polític txec, el primer astronauta d'un país diferent a la Unió Soviètica o els Estats Units que va entrar en òrbita. A partir de l'any 2004, amb l'entrada de la República Txeca a la Unió Europea, Remek és considerat com el primer astronauta europeu. Va volar a bord del Soyuz 28, durant 7 dies, 22 hores i 17 minuts exactament. El 2004 va ser elegit diputat del Parlament Europeu.

## Biografia
Vladimír Remek va néixer l'any 1948 a České Budějovice, de mare txeca i pare eslovac. El seu pare, Jozef Remek, va ser tinent general de l'Exèrcit de la República Socialista Txecoslovaca. El 1970 Remek es convertí en pilot militar. El 1976 va acabar la seva formació a l'Acadèmia Militar de la Força Aèria.
Es va unir al programa Interkosmos el 1976 amb Oldřich Pelčák com a reforç. Després del vol, el 16 de març de 1978, ell i Aleksei Gubarev, un altre membre de la tripulació, van ser guardonats amb el títol d'Heroi de la Unió Soviètica.
El 1990 va ser nomenat director del Museu Militar d'Aviació i Aeronàutica de Praga, el 1995 va treballar com a representant de vendes per a l'empresa CZ a Moscou. Des de 2002 va treballar a l'ambaixada txeca a Rússia.
Durant les eleccions al Parlament Europeu de 2004, va ser candidat independent pel Partit Comunista de Bohèmia i Moràvia (KSČM) i, sent segon a la llista, va ser escollit per al Parlament Europeu. Va ser reescollit a les eleccions al Parlament Europeu de 2009.